# DNA polymeráza II

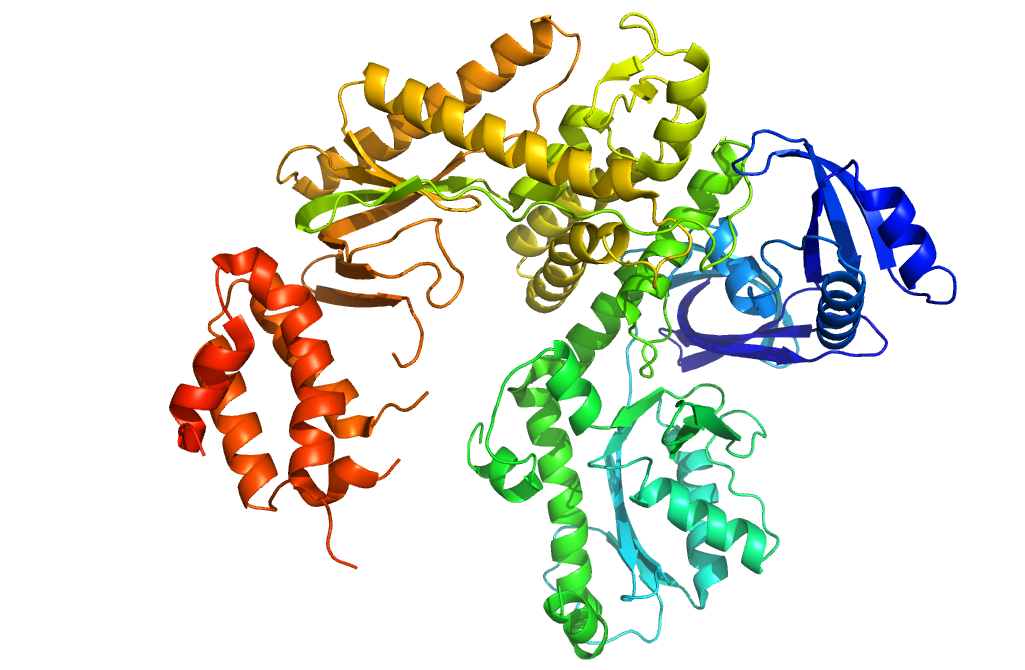
struktura

DNA polymeráza II (Pol II) je bakteriální DNA polymeráza, v pořadí druhá objevená. Specializuje se na opravu DNA, a to v případě, kdy se replikační vidlice dostane k DNA, jež jeví známky poškození.

## Struktura
DNA polymeráza se skládá z jediného polypeptidu, který má relativní molekulovou hmotnost 89,9 kDa a skládá se ze 783 aminokyselin. Stavbou se řadí do B rodiny DNA polymeráz: pravděpodobně se právě z tohoto enzymu vyvinuly nejen některé archebakteriální, ale i tři významné eukaryotické DNA polymerázy.
Polymerace DNA touto polymerázou je velice přesná a chyba se vyskytne přibližně jednou za 1 milion bází.